# Landesregierung der Färöer

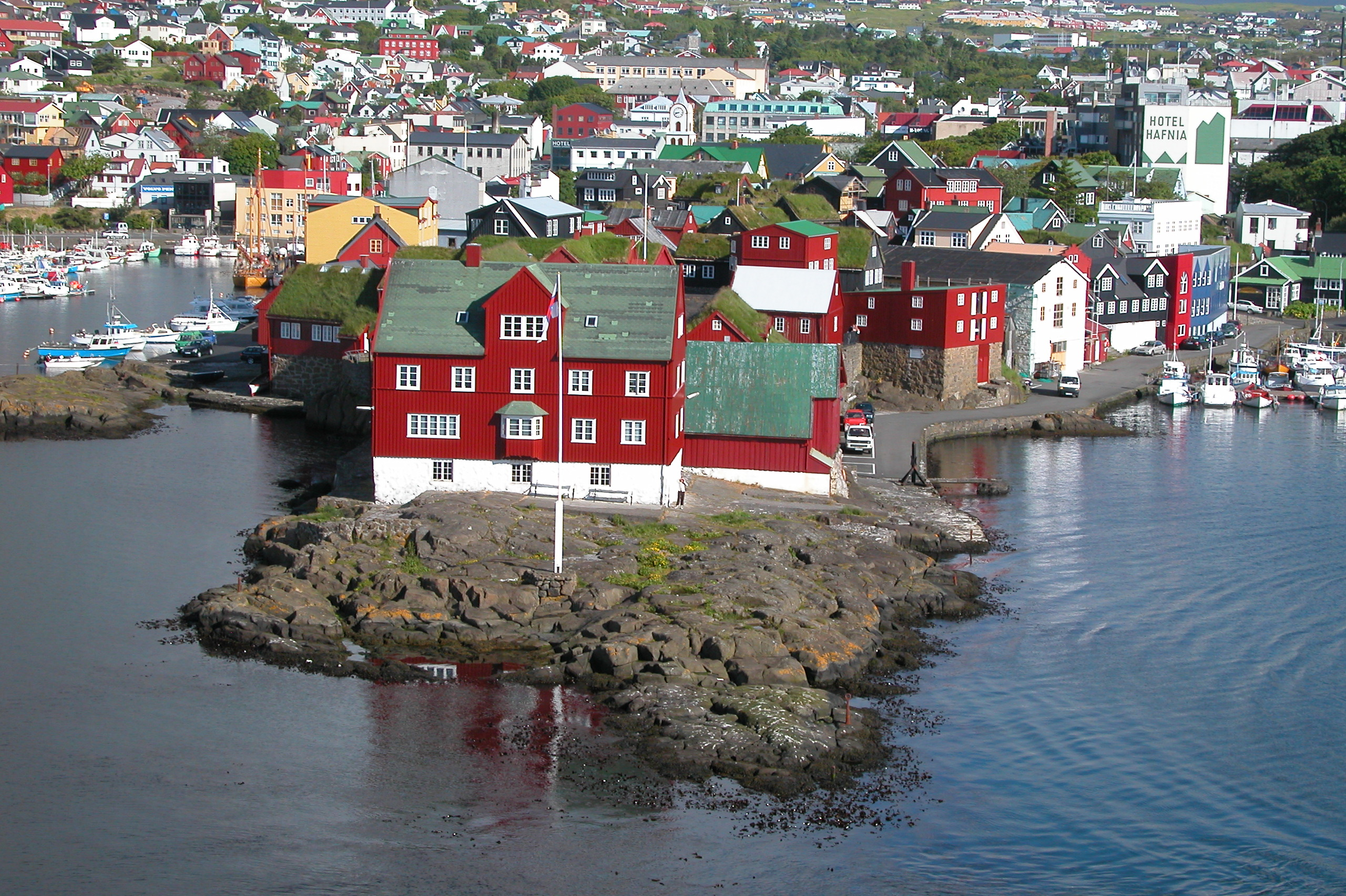
Die Halbinsel Tinganes im Hafen von Tórshavn. Die roten Gebäude sind diejenigen der Landesregierung

Seit 2004 Wappen der Landesregierung

Die Landesregierung der Färöer (färöisch Føroya Landsstýrið) ist die Autonomieregierung der Färöer als Bestandteil der Reichsgemeinschaft (färöisch: Ríkisfelagsskapur) des Königreichs Dänemark. 
Die gegenwärtig amtierende färöische Landesregierung wurde am 15. September 2015 gebildet und ist eine linksliberale Koalition aus Javnaðarflokkurin, Tjóðveldi und Framsókn mit dem sozialdemokratischen Ministerpräsidenten (Løgmaður) Aksel V. Johannesen an der Spitze.

## Zusammensetzung
Die Färöische Landesregierung setzt sich zusammen aus:
- dem Ministerpräsidenten (färöisch Løgmaður, dänisch Lagmand, ein Amt, das bereits von 1274 bis 1816 existiert hatte)
- und den Ministern (färöisch Landsstýrismenn[1]).

Der Løgmaður wird in der Regel alle vier Jahre vom Løgting gewählt. Er ernennt daraufhin die Minister, deren Anzahl die Verfassung mit mindestens zwei festschreibt. Løgmaður und die Minister haben von Amts wegen einen Sitz im Løgting ohne Stimmrecht. Reguläre Abgeordnetenmandate ruhen, sie werden von einem stimmberechtigten Nachrücker aus der Parteiliste besetzt. Tritt ein Minister zurück, kann er seinen stimmberechtigten Sitz im Parlament wieder einnehmen. 
Die erste Frau in einem Ministeramt war Jóngerð Jensina Purkhús, die im Jahr 1985 in der Landesregierung Atli Dam IV Ministerin für Finanzen, Wirtschaft und Umwelt wurde. Seit dem 15. September 2015 ist die Landesregierung mit vier weiblichen und vier männlichen Ministern erstmals in der Geschichte paritätisch besetzt.

## Tabellarische Übersicht über die Landesregierungen der Färöer seit 1948
| Zeitraum  | Regierung                              | Parteien        |
| --------- | -------------------------------------- | --------------- |
| 1948–1950 | Landesregierung Andrass Samuelsen      | SB, JF, SF      |
| 1950–1954 | Landesregierung Kristian Djurhuus I    | FF, SB          |
| 1954–1959 | Landesregierung Kristian Djurhuus II   | FF, SB, SF      |
| 1959–1963 | Landesregierung Peter Mohr Dam I       | SB, JF, SF      |
| 1963–1967 | Landesregierung Hákun Djurhuus         | FF, SF, TF, FB  |
| 1967–1968 | Landesregierung Peter Mohr Dam II      | SB, JF, SF      |
| 1968–1970 | Landesregierung Kristian Djurhuus III  | SB, JF, SF      |
| 1970–1975 | Landesregierung Atli Dam I             | SB, JF, SF      |
| 1975–1979 | Landesregierung Atli Dam II            | FF, JF, TF      |
| 1979–1981 | Landesregierung Atli Dam III           | FF, JF, TF      |
| 1981–1985 | Landesregierung Pauli Ellefsen         | FF, SB, SF      |
| 1985–1988 | Landesregierung Atli Dam IV            | JF, SF, TF, KrF |
| 1988–1989 | Landesregierung Atli Dam V             | JF, SF, TF, FrF |
| 1989      | Landesregierung Jógvan Sundstein I     | FF, SF, TF, KrF |
| 1989–1991 | Landesregierung Jógvan Sundstein II    | FF, SB, TF      |
| 1991–1993 | Landesregierung Atli Dam VI            | FF, JF          |
| 1993–1994 | Landesregierung Marita Petersen        | JF, TF, SF      |
| 1994–1996 | Landesregierung Edmund Joensen I       | SB, JF, SF, VMF |
| 1996–1998 | Landesregierung Edmund Joensen II      | FF, SB, SF, VMF |
| 1998–2002 | Landesregierung Anfinn Kallsberg I     | FF, SF, TF      |
| 2002–2004 | Landesregierung Anfinn Kallsberg II    | FF, SF, TF, MF  |
| 2004–2008 | Landesregierung Jóannes Eidesgaard I   | FF, SB, JF      |
| 2008      | Landesregierung Jóannes Eidesgaard II  | JF, T, MF       |
| 2008–2011 | Landesregierung Kaj Leo Johannesen I   | FF, SB, JF      |
| 2011–2015 | Landesregierung Kaj Leo Johannesen II  | FF, SB, SF, MF  |
| 2015–2019 | Landesregierung Aksel V. Johannesen I  | JF, T, F        |
| 2019–2022 | Landesregierung Bárður á Steig Nielsen | SB, FF, MF      |
| seit 2022 | Landesregierung Aksel V. Johannesen II | JF, T, F        |

## Landesregierung Eidesgaard I (2004–2008)

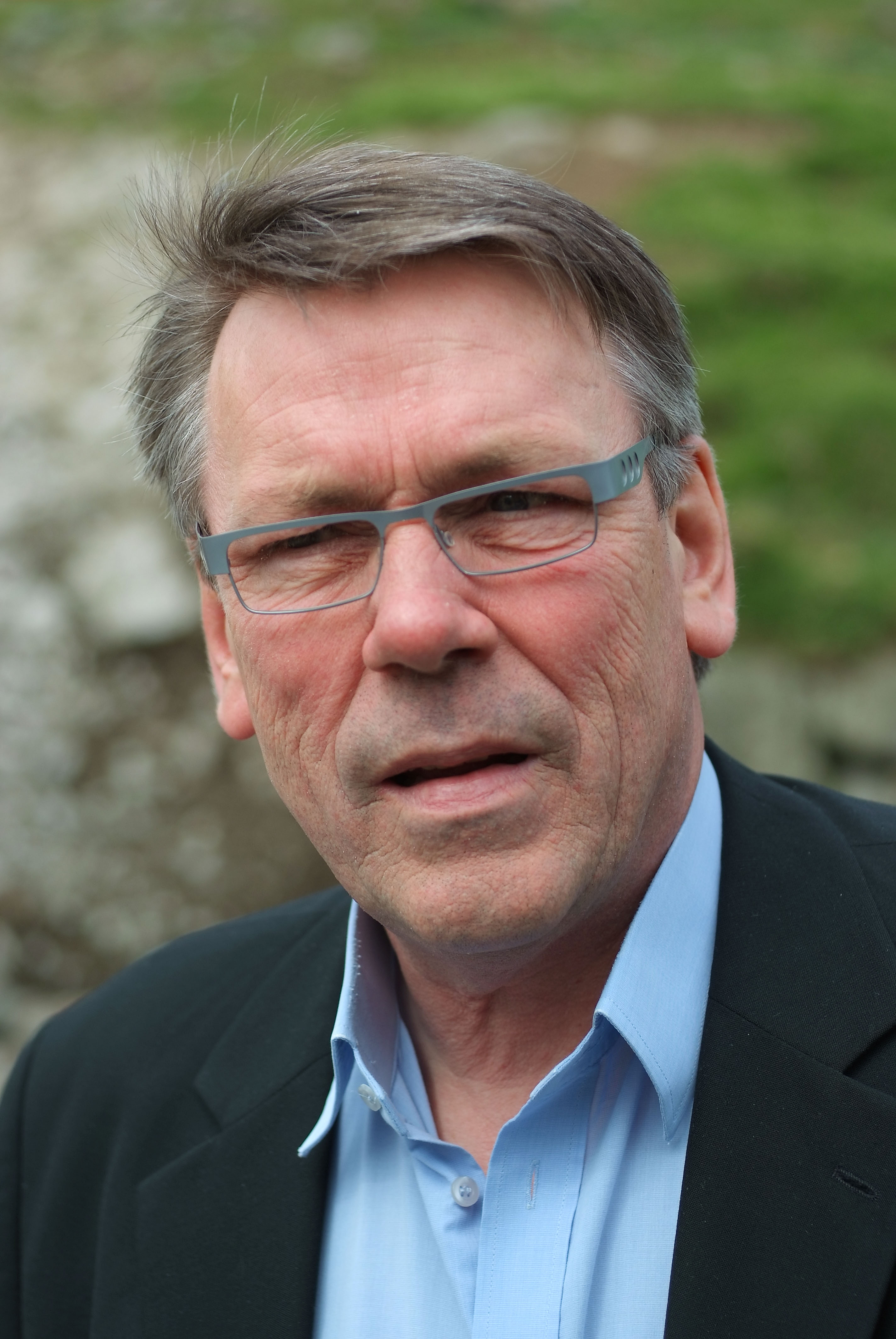
Jóannes Eidesgaard, Ministerpräsident von 2004 bis 2008

3. Februar 2004 bis 4. Februar 2008.
Koalition aus Javnaðarflokkurin (J), Fólkaflokkurin (FF) und Sambandsflokkurin (SB).
| Ministerium             | Minister | Partei |
| ----------------------- | --- | ------ |
| Ministerpräsident       | Jóannes Eidesgaard                                                                                                   | J      |
| Fischerei               | Bjørn Kalsø ab 25. Feb. 2004                                                                                         | SB     |
| Inneres                 | Jógvan við Keldu bis 1. Dezember 2005 Jacob Vestergaard bis 23. November 2007 Heðin Zachariassen bis 25. Januar 2008 | FF     |
| Handel und Industrie    | Bjarni Djurholm | FF     |
| Unterricht und Kultur   | Jógvan á Lakjuni | FF     |
| Finanzen                | Bárður Nielsen bis 9. Mai 2007 Magni Laksáfoss ab 15. November 2007                                                  | SB     |
| Soziales und Gesundheit | Hans Pauli Strøm | J      |

## Landesregierung Eidesgaard II (2008)
4. Februar 2008 bis 26. September 2008.
Koalition aus Javnaðarflokkurin (J), Tjóðveldi (TJ) und Miðflokkurin (MF).
Nach der Løgtingswahl vom 19. Januar 2008 gab es zum ersten Mal in der Geschichte der Färöer eine rot-rote Regierung aus  Sozialdemokraten (J) und Linksrepublikanern (TJ). Sie wurde Kyndilsmessulandsstýrið (Lichtmess-Regierung) genannt, weil sie am 2. Februar zustande kam. Als Juniorpartner stellten die Christdemokraten (MF)  einen weiteren Minister. Ein weiteres Novum war der eigene Posten eines Außenministers, den der Republikaner-Chef Høgni Hoydal übernahm.
Bis 2008 hatte der Løgmaður die auswärtigen Angelegenheiten übernommen. Nachdem es offenbar zu einem persönlichen Zerwürfnis zwischen Eidesgaard und Hoydal gekommen war, wurden die vier Minister der Tjóðveldi am 15. September 2008 entlassen. Eidesgaard führte ihre Geschäfte bis zum Antritt der Nachfolgeregierung.
| Ministerium             | Minister                                                                    | Partei |
| ----------------------- | --------------------------------------------------------------------------- | ------ |
| Ministerpräsident       | Jóannes Eidesgaard                                                          | J      |
| Äußeres                 | Høgni Hoydal bis 15. September 2008                                         | TJ     |
| Fischerei und Rohstoffe | Tórbjørn Jacobsen bis 15. September 2008                                    | TJ     |
| Wirtschaft              | Bjørt Samuelsen bis 15. September 2008                                      | TJ     |
| Unterricht und Kultur   | Kristina Háfoss bis 30. August 2008 Óluva Klettskarð bis 15. September 2008 | TJ     |
| Finanzen                | Karsten Hansen                                                              | MF     |
| Soziales und Gesundheit | Hans Pauli Strøm                                                            | J      |
| Justiz                  | Helena Dam á Neystabø                                                       | J      |

## Landesregierung Kaj Leo Johannesen I (2008–2011)

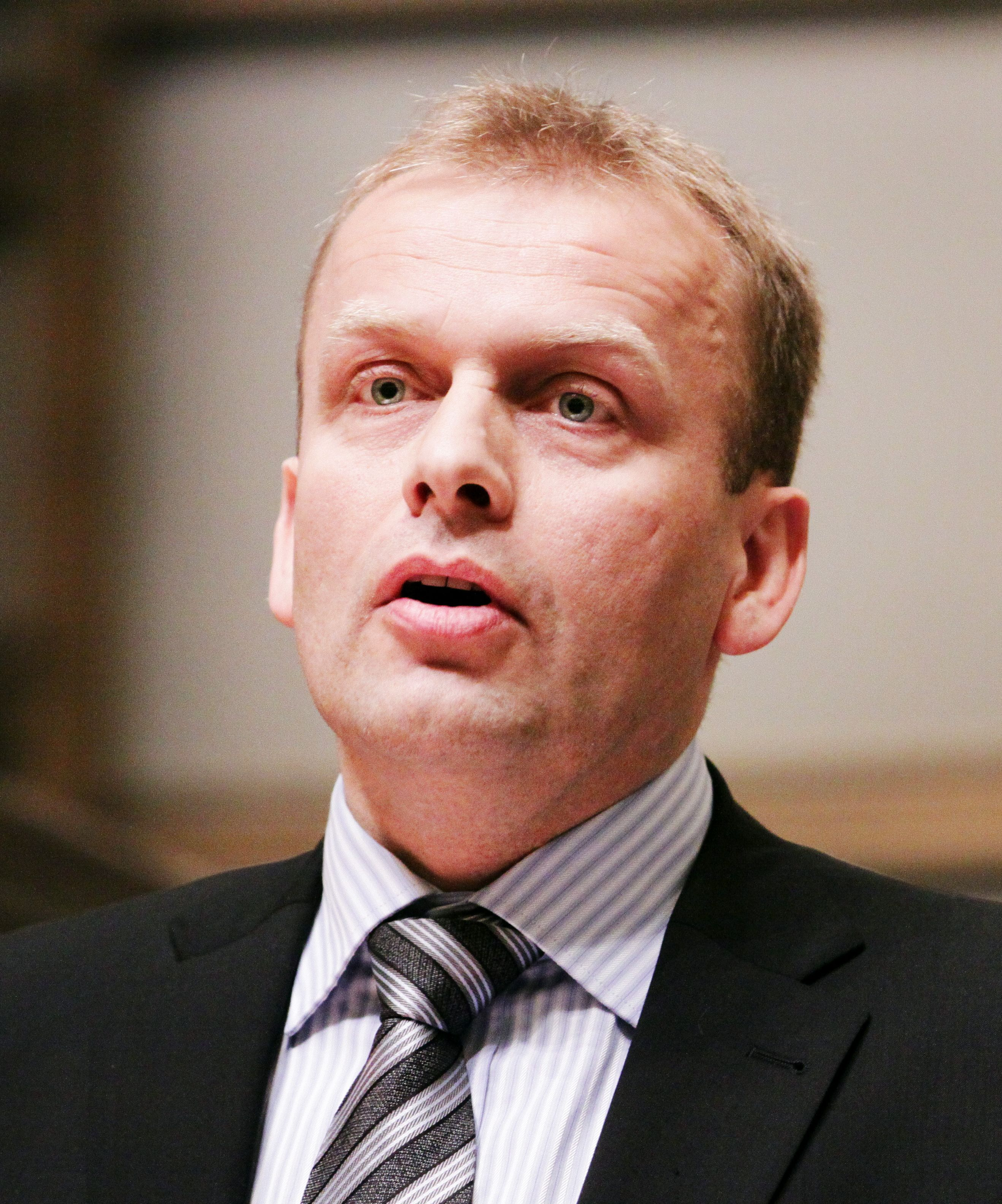
Ministerpräsident von 2008 bis 2015, Kaj Leo Johannesen

Die Regierung wurde am 26. September 2008 gebildet.
Koalition aus Sambandsflokkurin (SB), Fólkaflokkurin (FF) und Javnaðarflokkurin (J). Austritt der FF am 6. April 2011.
| Ministerium           | Minister | Partei |
| --------------------- | --- | ------ |
| Ministerpräsident     | Kaj Leo Johannesen                                                                                          | SB     |
| Äußeres               | Jørgen Niclasen ab 19. Januar 2011: Jacob Vestergaard ab 6. April 2011 vom Ministerpräsidenten wahrgenommen | FF     |
| Fischerei             | Jacob Vestergaard ab 4. Mai 2011: Jóhan Dahl                                                                | FF SB  |
| Handel und Industrie  | Jóhan Dahl                                                                                                  | SB     |
| Finanzen              | Jóannes Eidesgaard ab 20. Februar 2011: Aksel V. Johannesen                                                 | J      |
| Soziales              | Rósa Samuelsen                                                                                              | SB     |
| Gesundheit            | Hans Pauli Strøm ab 20. Juli 2009: Aksel V. Johannesen ab 20. Februar 2011: John Johannessen                | J      |
| Unterricht und Kultur | Helena Dam á Neystabø                                                                                       | J      |
| Inneres               | Annika Olsen ab 4. Mai 2011: John Johannessen                                                               | FF J   |

## Landesregierung Kaj Leo Johannesen II (2011–2015)
Die Regierung wurde am 14. November 2011 gebildet.
Koalition aus Sambandsflokkurin (SB), Fólkaflokkurin (FF), Miðflokkurin (MF) und Sjálvstýrisflokkurin (SF).
| Ressort                                        | Minister                                               | Partei |
| ---------------------------------------------- | ------------------------------------------------------ | ------ |
| Ministerpräsident, Außenminister               | Kaj Leo Johannesen                                     | SB     |
| Soziales, Stellvertretende Ministerpräsidentin | Annika Olsen                                           | FF     |
| Fischerei                                      | Jákup Mikkelsen ab 16. Februar 2012: Jacob Vestergaard | FF     |
| Handel und Industrie                           | Jóhan Dahl                                             | SB     |
| Finanzen                                       | Jørgen Niclasen                                        | FF     |
| Gesundheit                                     | Karsten Hansen                                         | MF     |
| Unterricht, Forschung und Kultur               | Bjørn Kalsø                                            | SB     |
| Inneres                                        | Kári P. Højgaard                                       | SF     |

## Landesregierung Aksel V. Johannesen I (2015–2019)

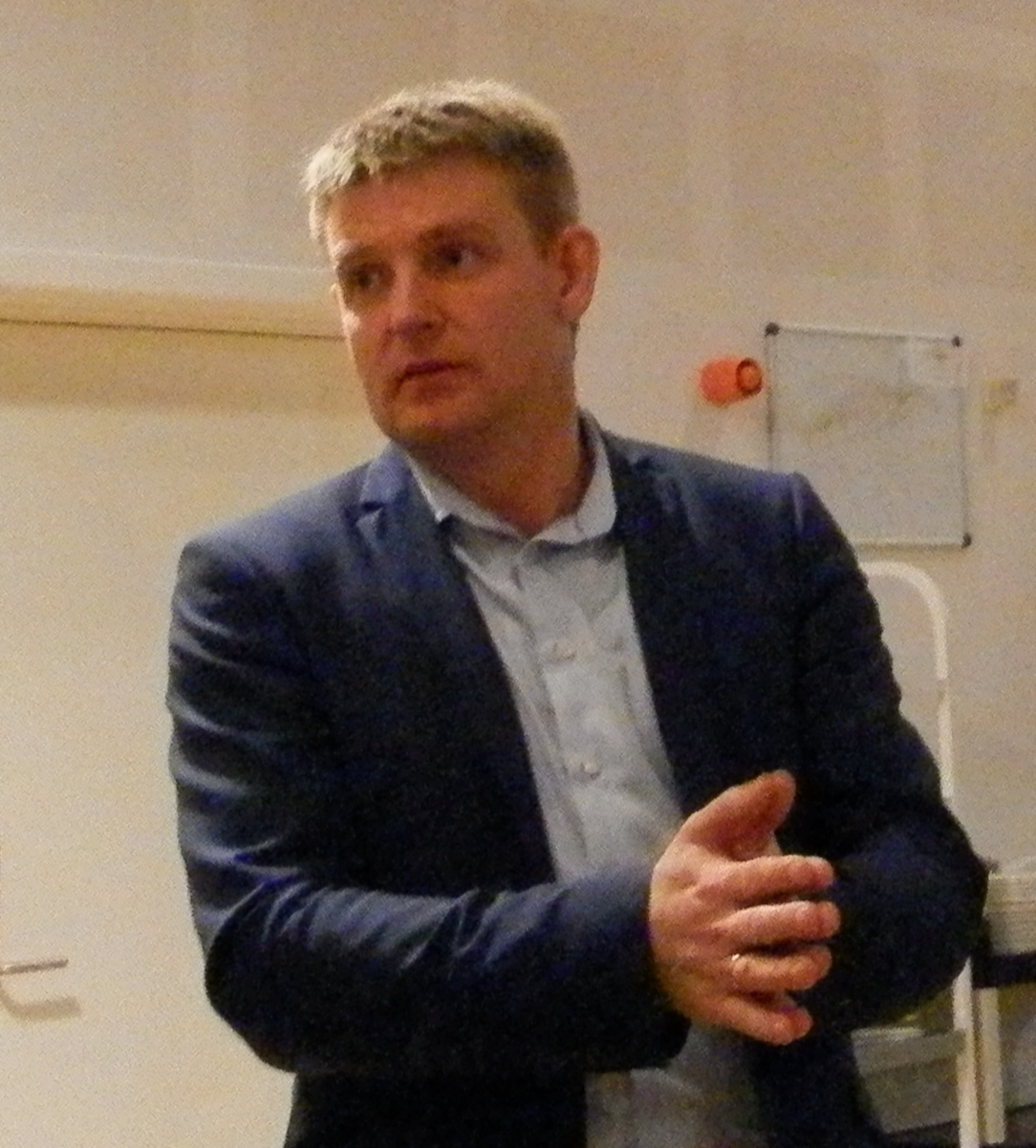
Aksel V. Johannesen, Ministerpräsident seit Mitte September 2015

Die Regierung wurde am 15. September 2015 gebildet.
CEF-Koalition aus Javnaðarflokkurin (C), Tjóðveldi (E) und Framsókn (F).
| Ressort                                        | Minister            | Partei |
| ---------------------------------------------- | ------------------- | ------ |
| Ministerpräsident                              | Aksel V. Johannesen | C      |
| Fischerei, Stellvertretender Ministerpräsident | Høgni Hoydal        | E      |
| Handel und Industrie, Äußeres                  | Poul Michelsen      | F      |
| Finanzen                                       | Kristina Háfoss     | E      |
| Soziales                                       | Eyðgunn Samuelsen   | C      |
| Gesundheit & Inneres                           | Sirið Stenberg      | E      |
| Kultur                                         | Rigmor Dam          | C      |
| Verkehr                                        | Henrik Old          | C      |

## Ministerien und Behörden
Am 3. März 2004 wurde das Ölministerium aufgelöst und als Behörde in das Ministerium für Handel und Industrie und teilweise in das neugeschaffene Innenministerium eingegliedert. 2004–2008 bildeten Sozial- und Gesundheitsministerium ein gemeinsames Ministerium. 
Darüber hinaus betreibt die Autonomieregierung eine Reihe Behörden. Unter Briefmarkensammlern bekannt ist die Postbehörde der Färöer, Postverk Føroya.